# Windy City Times
Le Windy City Times (WCT) est un journal consacré à la communauté LGBT de Chicago et la seule publication gay et lesbienne de la ville avec un audit de publication indépendant. Le Windy City Times est édité par le Windy City Media Group (WCMG) qui publie également des nights-spots. Le WCMG produit également un podcast bihebdomadaire, Windy City Queercast et un e-newsletter hebdomadaire.

## Histoire
Le Windy City Times a été fondé en 1985 par quatre personnes. Un seul est encore associé à la publication. Jeff McCourt, Bob Bearden, Badanish et Tracy Baim étaient les quatre fondateurs originaux du magazine.
En 1987, Baim a délaissé le WCT pour fonder le journal Outlines. Le WCT et l'Outlines étaient les deux premiers journaux gays et lesbiens dans la région sur plusieurs dizaines d'années. En 2000, Baim a acheté le WCT et a fusionné son journal Outlines avec le Windy City Times. Le directeur du nouveau média est Jean Albright.